# Hochschule für Musik und Darstellende Kunst Frankfurt am Main

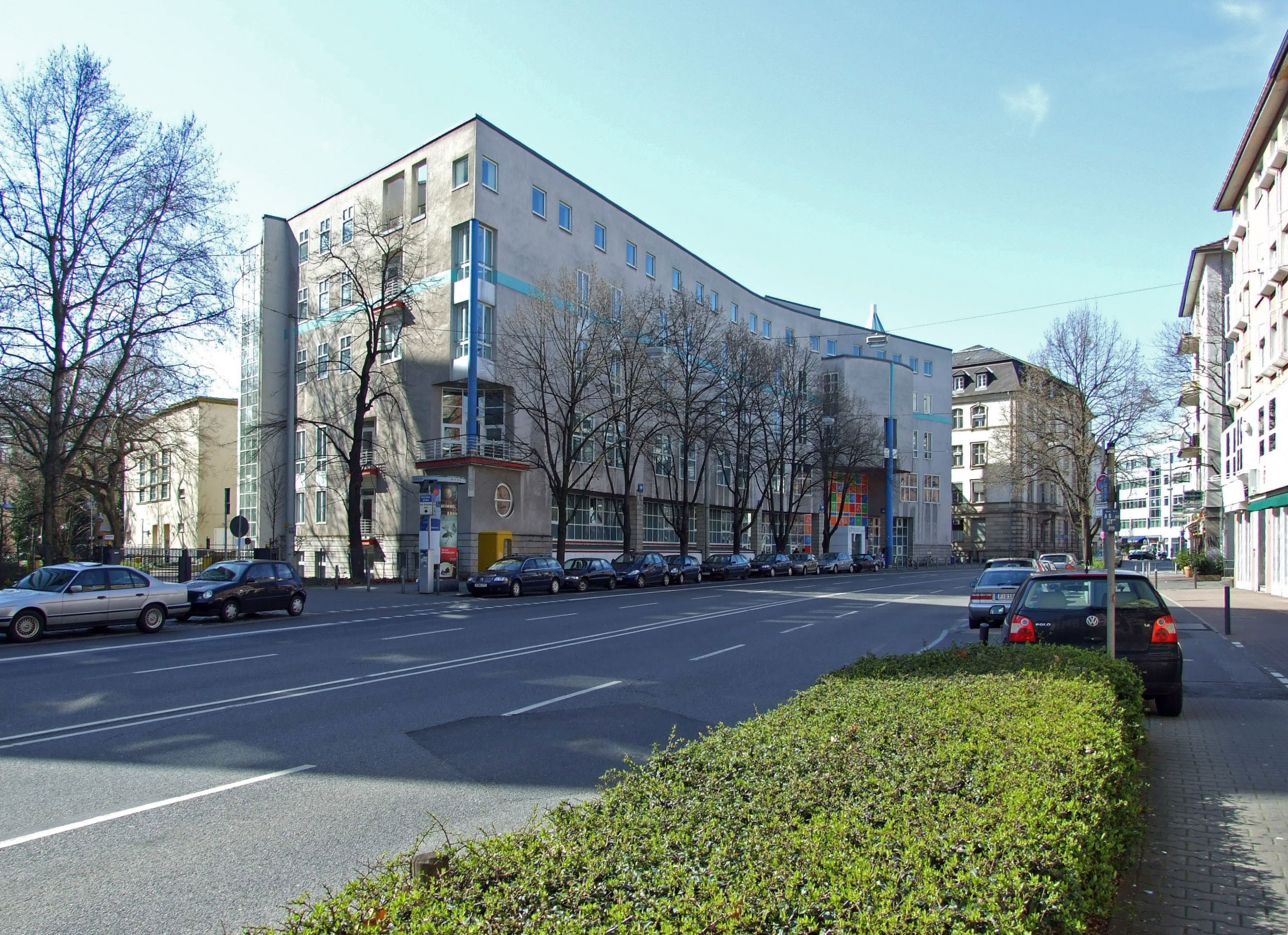
Hochschule, Außenansicht (2008)

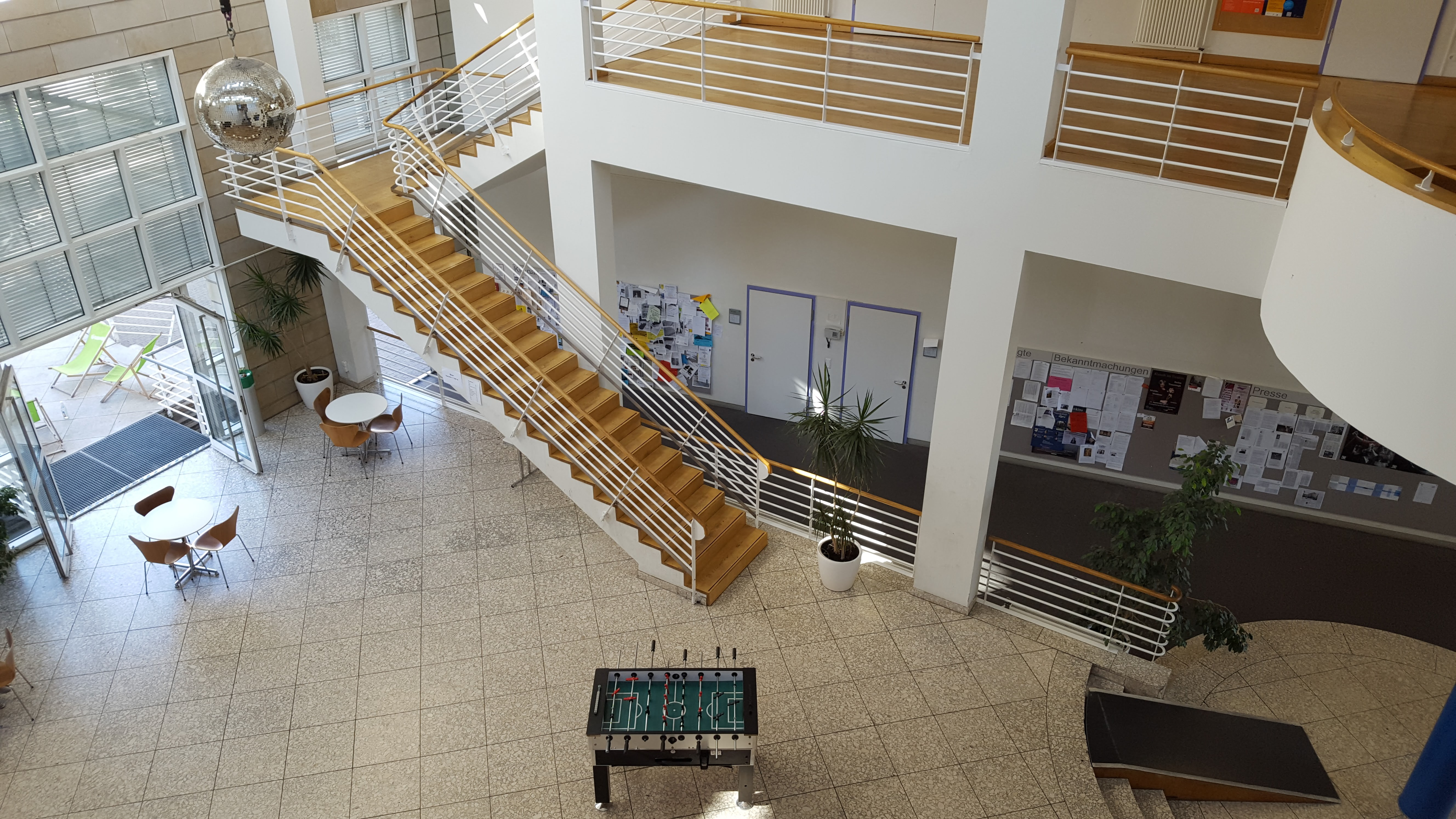
Eingangshalle der Hochschule (2017)

Die Hochschule für Musik und Darstellende Kunst Frankfurt am Main (HfMDK) ist eine staatliche Hochschule für Musik, Theater und Tanz und die einzige ihrer Art im Bundesland Hessen.
Die musikalischen Studiengänge umfassen sowohl die künstlerische Instrumental- und Gesangsausbildung als auch die musikpädagogischen Fächer sowie Komposition, Dirigieren und Kirchenmusik. Weitere Ausbildungsgänge gehören zu den Bereichen Musiktheater, Schauspiel und Tanz. Die Hochschule besitzt Promotionsrecht in den Fächern Musikwissenschaft und Musikpädagogik.

## Geschichte

### Gründung der Staatlichen Hochschule – Zeit des Nationalsozialismus
Bereits während der 1920er Jahre gab es Verhandlungen, das traditionsreiche und renommierte Dr. Hoch’s Konservatorium in eine Staatliche Hochschule umzuwandeln. Nach Verträgen zwischen der Stadt Frankfurt und der Stiftung Dr. Hoch’s Konservatorium im Jahr 1937 wurde dies 1938 umgesetzt. Alle berufsbildenden Ausbildungszweige, das entsprechende Lehrpersonal, das stattliche Gebäude, die Instrumentensammlung und die Bibliothek – all dies wurde in die formal neu gegründete Hochschule eingebracht. Die übrigen Ausbildungszweige, darunter die Vor- und Laienschule, wurden von der Hochschule abgetrennt und seither als eigenständiges Ausbildungsinstitut fortgeführt. Dieses trägt noch heute den Namen Dr. Hoch’s Konservatorium, den zwar auch die Hochschule bis in die 1950er Jahre als Beinamen führte, dann jedoch ablegte. Nach Kriegsbeginn 1939 konnte der Lehrbetrieb zunächst relativ geordnet fortgeführt werden, bis im Oktober 1943 das Hochschulgebäude durch schwere alliierte Bombenangriffe in Schutt und Asche gelegt wurde. Nachdem auch ein rasch bezogenes Ausweichquartier den Bomben zum Opfer gefallen war, wurde der Unterricht im Februar 1944 völlig eingestellt.

### Seit 1947
Auf Initiative des Organisten Helmut Walcha, der seit 1932 am Konservatorium unterrichtet hatte, wurde im Herbst 1947 zunächst die Kirchenmusikabteilung der Hochschule wiedereröffnet, bald darauf auch die Schulmusikabteilung und im Frühjahr 1949 schließlich das Privatmusiklehrerseminar. Die schrittweise Wiederaufnahme der „Künstlerischen Ausbildung“, also der Instrumental- und Gesangsausbildung im engeren Sinn, begann erst, nachdem im Sommer 1950 der Geiger Walther Davisson, selbst Zögling des Dr. Hoch’schen Konservatoriums und langjähriger Direktor der Leipziger Hochschule, die Leitung des Hauses übernommen hatte. In diesen Jahren fand der Unterricht teils in Privatwohnungen statt, teils in der notdürftig ausgebesserten Hochschulruine. Dieser unhaltbare Zustand, der die weitere Fortentwicklung der Hochschule massiv behinderte, fand erst im Jahr 1956 ein Ende, als der Hessische Rundfunk sein neu errichtetes – ursprünglich als Regierungs- und Parlamentssitz für die geplante „Bundeshauptstadt Frankfurt“ entworfenes – Domizil auf der Bertramswiese bezog und das 1930 errichtete Funkhaus der Hochschule überließ. Dieses „neue“ Hochschulgebäude lag nur einen Steinwurf vom alten entfernt, dessen Ruinen nun endgültig abgerissen wurden.
Der sukzessive Ausbau des Lehrangebots konnte jetzt fortgesetzt werden. Die bereits 1954 eingerichtete Opernschule wurde 1958 um eine Opernchorschule erweitert, 1960 kam eine Schauspielschule und 1961 schließlich eine Tanzklasse hinzu. In den 1960er Jahren wurde der Lehrplan durch Einrichtung eines Studios für Neue Musik erweitert, für dessen öffentlichkeitswirksame Veranstaltungen Persönlichkeiten wie Theodor W. Adorno, György Ligeti und Luigi Dallapiccola gewonnen werden konnten und als dessen Pendant auch ein Studio für Alte Musik ins Leben gerufen wurde. Diese beeindruckende Aufbauleistung fällt in die Rektoratsära von Philipp Mohler, der während seiner 17-jährigen Amtszeit (1958–1975) auch prominente Musiker als Lehrer für das Kollegium gewann und für die stellvertretend die Namen Branka Musulin, Jiří Stárek, Edgar Krapp, Gerhard Mantel, Leonard Hokanson, Poldi Mildner und Helmuth Rilling genannt werden können.
Mohlers Nachfolger Hans-Dieter Resch, dessen Rektorat zwei Jahrzehnte währte (1975–1995), vollendete den Ausbau des Fächerkanons durch Etablierung der Jazz- und Popularmusik sowie der Musikwissenschaft an der Hochschule. 1982 wurde ein musikwissenschaftliches Seminar eingerichtet, 1989 erhielt der Fachbereich „Musikpädagogik und Musikwissenschaft“ das Promotionsrecht. Zudem wurde mit dem Hindemith-Institut eine renommierte Forschungseinrichtung im Hause angesiedelt. Massiv setzte sich Resch für die Realisierung eines dringend benötigten Erweiterungsbaus zum alten Funkhaus ein, dessen Dimensionen dem stark ausgeweiteten Lehrangebot und den entsprechend gestiegenen Studentenzahlen schon lange nicht mehr genügten. Dank seiner Bemühungen konnte schließlich 1990 ein moderner Neubau fertiggestellt werden, der seither die Funktion des Haupthauses übernommen hat. 1993 folgte, als vorerst letzte Baumaßnahme, die Fertigstellung eines neuen Bibliotheksgebäudes.
In Berufungsfragen konnte Resch den Kurs seines Vorgängers fortsetzten und namhafte Lehrkräfte gewinnen, unter ihnen Edith Peinemann, Hartmut Höll, Charles Spencer, Hans Zender, Bernhard Kontarsky, Raymund Havenith, Karl Berger, Isabel Mundry und Tabea Zimmermann.
Thomas Rietschel war von 2004 bis 2016 Präsident der Hochschule.

## Bekannte Lehrer (Auswahl)
→ siehe auch: Hochschullehrer der Musikhochschule Frankfurt am Main
- Mark Andre, Lehrer für Komposition
- Hans-Ulrich Becker, Professor für Theaterregie
- Karl Berger, Professor für Klavier
- Dagmar Borrmann, Professorin und Ausbildungsdirektorin für Schauspiel
- Michelle Breedt, Professorin für Gesang
- Mathias Breitschaft, Dirigent, Professor, langjähriger Mainzer Domkapellmeister
- Peter Cahn, Professor für Musikwissenschaft und Tonsatz
- Elsa Cavelti, Professorin für Gesang
- Hedwig Fassbender, Gesang
- Orm Finnendahl, Professor für Komposition
- Julia Fischer, Professorin für Violine
- Beat Furrer, Gastprofessor für Komposition
- Martin Gründler, Professor für Operngesang
- Raymund Havenith, Professor für Klavier
- Karl Albrecht Herrmann, Professor für Violine
- Herbert Hess, Tenor; Professor für Gesang
- Kurt Hessenberg, Professor für Komposition
- Alfred Hoehn, Professor für Klavier
- Leonard Hokanson, Professor für Klavier
- Hans Hollmann, Professor für Theaterregie
- Hartmut Höll, Professor für Liedgestaltung
- Alois Ickstadt, Professor für Musikpädagogik
- Peter Iden, Professor für Theater- und Kunsttheorie
- Ute Jung-Kaiser, Professorin 1996–2007
- Richard Rudolf Klein, Professor für Komposition
- Bernhard Kontarsky, Professor für Klavier
- Claus Kühnl, Honorarprofessor für Komposition
- Edgar Krapp, Professor für Orgel
- Irina Lein-Edelstein, Professorin für Klavier
- Martin Lücker, Professor für Orgel
- Gerhard Mantel, Professor für Violoncello
- Reinhardt Menger, Honorarprofessor für Liturgisches Orgelspiel und Improvisation
- Andreas Meyer-Hanno, Professor für Opernregie
- Poldi Mildner, Professorin für Klavier
- Philipp Mohler, Direktor (1958–1975)
- Alexander Molzahn, Professor für Violoncello
- Isabel Mundry, Professorin für Komposition
- Branka Musulin, Professorin für Klavier
- Lev Natochenny, Professor für Klavier
- Edith Peinemann, Professorin für Violine
- Johannes Quint, Professor für Musiktheorie und Computermusik
- Rolf Riehm, Professor für Komposition
- Helmuth Rilling, Professor für Dirigieren
- Daniel Roth, Professor für Orgel
- Udo Samel, Schauspieler; Verleihung der akademischen Bezeichnung Professor 2009
- Michael Sanderling, Professor für Violoncello
- Wolfgang Schäfer, Professor für Chorleitung
- Michael Schopper, Professor für Gesang
- Gisela Sott, Professorin für Klavier
- Gerhard Stadelmaier, Professor für Theaterkritik
- Jiří Stárek, Dekan, Professor, Dirigent
- David Tasa, Professor für Trompete
- Winfried Toll, Professor für Dirigieren
- Gerd-Theo Umberg, Professor für Theatermanagement
- Joachim Volkmann, Professor für Klavier
- Bruno Vondenhoff, Professor für Dirigieren
- Helmut Walcha, Professor für Orgel
- Wolfram Wehnert, Dirigent, Professor
- Werner Wölbern, Professor für Schauspiel
- Hans Zender, Professor für Komposition
- Heinz Werner Zimmermann, Professor für Komposition
- Tabea Zimmermann, Professorin für Viola
- Friedrich Zipp, Professor für Komposition

## Bekannte Absolventen (Auswahl)
- Norbert Abels, Dramaturg der Oper Frankfurt
- Mechthild Bach, Sängerin
- Aldo Baldin, Sänger
- Helmut Barz, Autor und Theaterregisseur
- Hans Michael Beuerle, Dirigent, Professor
- Jürgen Blume, Komponist, langjähriger Rektor der Hochschule für Musik Mainz
- Mathias Breitschaft, Dirigent, langjähriger Mainzer Domkapellmeister
- Selcuk Cara, Opernsänger, Autorenfilmer
- Laurent Chétouane, Theaterregisseur
- Hans Drewanz, Dirigent, Generalmusikdirektor in Darmstadt
- Moritz Eggert, Komponist
- Christian Elsner, Sänger
- Orm Finnendahl, Komponist
- Heiner Goebbels, Komponist
- Catherine Gordeladze, Pianistin
- Thorsten Grasshoff, Schauspieler
- Daniel Hensel, Komponist und Musikwissenschaftler
- Alois Ickstadt, Pianist, Komponist
- Lisa Karlström, Schauspielerin
- Alfons Kirchgässner
- Maria Kliegel, Cellistin
- Helena Klostermann, Schauspielerin
- Wolfram Koch, Schauspieler
- Thomas Königs, Gitarrist
- Sarah Kortmann, Schauspielerin, Theaterregisseurin
- Johannes Martin Kränzle, Sänger
- Claus Kühnl, Komponist
- Laura Linnenbaum, Theaterregisseurin
- Siegfried Lowitz, Schauspieler
- Dirk Mommertz, Pianist
- Ulrich Nicolai, Dirigent
- Christopher Park, Pianist
- Güher und Süher Pekinel, Klavierduo
- Katia Plaschka, Sängerin
- Michael Ponti, Pianist
- Berthold Possemeyer, Sänger
- Christoph Prégardien, Sänger
- Karl Rathgeber, Dirigent, langjähriger Rektor der Hochschule für evangelische Kirchenmusik Bayreuth
- Frank Riede, Schauspieler
- Rolf Riehm, Komponist
- Fred Ritzel, Professor an der Universität Oldenburg[5]
- Evgenia Rubinova, Pianistin
- Wolfgang Rübsam, Organist
- Gabriele Schnaut, Sängerin
- Burkard Schliessmann, Pianist, Preisträger der Goethe-Plakette der Stadt Frankfurt am Main, 2019/20
- Christoph Schönherr, Dirigent und Komponist
- Ernst Gerold Schramm, Sänger
- Stephan Schreckenberger, Sänger und Dirigent
- Robert Schunk, Sänger
- Gisela Sott, Pianistin
- Martin Stadtfeld, Pianist
- Jakob Stämpfli
- Ernst Stötzner, Schauspieler
- Horst Uhse, Schauspieler
- Andreas Weiss, Dirigent
- Frank Wolff, Cellist
- Hans Zender, Komponist
- Ruth Ziesak, Sängerin